# Никомидийска епархия
Никомидийската епархия (на гръцки: Ιερά Μητρόπολη Νικομηδείας) е титулярна епархия на Вселенската патриаршия. Диоцезът съществува от 325 до 1922 година с център в град Никомидия, на турски Измит. От 2008 година титлата Митрополит на Никомидия, ипертим и екзарх на цяла Витиния (Ο Νικομηδείας υπέρτιμος και έξαρχος πάσης Βιθυνίας) се носи от Йоаким.

## История
Никомидия е основан на източния бряг на Мраморно море от витинския цар Никомед във II век пр. Хр. Никомидийската митрополия е основана в 325 година. Първоначално под почетния примат на Кесарийската митрополия, Никомидия става митрополия на Константинохолската патриаршия в 451 година. В VII век има 8 епископии, които стават 12 в IX век и остават толкова до XII век. След османското завоевание обаче броят на епископиите постепенно намалява – в 1600 година е останала само Аполонийската, а скоро след това митрополията остава без епископии.
Епархията се състои от две отделни, несвързани помежду си части. Основната граничи с Халкидонската митрополия на севет и изток, Никейската на юг и Мраморно море на запад. Освен Никомидия тука градове са Сангария (Сакария), Хандакас (Хендек), Софона (Сапанджа), Пренетос (Карамюрсел) и Еленополис (Ялова). Аполонийската част граничи с Мраморно море на север, Бурсенската митрополия на изток и Никейската (Милитотопоската част) на юг и запад. Градовете тук са Аполония (Гьолязи), Армутли (Армутлу), Калолимнос (Имралъ) на едноименния остров.
След обмена на население между Гърция и Турция в 1922 година, на територията на епархията не остава православно население.

## Епископи
| Име        | Име        | Управление                       | Забележка                                                            | Години          |
| ---------- | ---------- | -------------------------------- | -------------------------------------------------------------------- | --------------- |
| Прохор     | Πρόχορος   | I век                            | апостол от 70-те                                                     |                 |
| Мелетий    | Μελέτιος   | юли 1776 – февруари 1783         | от бурсенски м.                                                      | ? – 1791        |
| Герасим    | Γεράσιμος  | 1783 – 1786                      | от визенски м., в деркоски м.                                        | ? – 1797        |
| Мелетий    | Μελέτιος   | 26 март 1791 – 14 ноември 1791 † | от бивш никомидийски м.                                              | ? – 1791        |
| Атанасий   | Αθανάσιος  | ноември 1791 - 10 април 1821 †   | от либийски м. (Александрийска патриаршия), екзекутиран от османците | 1755 – 1821     |
| Панарет    | Πανάρετος  | април 1821 - април 1837 †        | от бурсенски м.                                                      | ? – 1837        |
| Антим      | Άνθιμος    | август 1837 - 20 февруари 1840   | от лариски м., в константинополски п.                                | 1788 – 1878     |
| Дионисий   | Διονύσιος  | февруари 1840 - 22 август 1877 † | по-рано амасийски м.                                                 | ок. 1790 – 1877 |
| Филотей    | Φιλόθεος   | 24 август 1877 – 25 ноември 1910 | от серски м.                                                         | 1833 – 1917     |
| Александър | Αλέξανδρος | 25 ноември 1910 – 27 юни 1928 †  | от солунски м.                                                       | 1851 – 1928     |
| Симеон     | Συμεών     | 9 юли 2002 - 18 октомври 2003 †  | от принцовоостровен м.                                               | 1916 – 2003     |
| Йоаким     | Ιωακείμ    | 21 март 2008 - 14 април 2023 †   | от халкидонски м.                                                    | 1942 – 2023     |